# 1946년 10월 프랑스 국민투표
1946년 10월 프랑스 국민투표는 제헌의회에서 제정한 제헌헌법이 국민투표에서 부결되자 다시 구성된 의회에서 제정한 프랑스 제4공화국 헌법에 대해 치러진 찬반투표였다.

## 배경
5월 국민투표가 부결되면서 다시 치러진 6월 총선에서 승리한 기독교민주당의 조르주 비도 수상은 공산당과 노동자 인터내셔널과 함께 연립정부를 수립했고, 의원내각제를 골자로 하는 새 헌법을 제안했다.
임시정부를 이끌었던 샤를 드 골은 의원내각제가 프랑스 제3공화국 붕괴의 원인이라며 반대했고, 공화좌파 연대와 보수정당들은 공산당과 인터내셔널의 집권을 경계하며 반대운동을 펼쳤다

## 결과
| 프랑스 제4공화국 헌법 | 프랑스 제4공화국 헌법 | 프랑스 제4공화국 헌법 |
| 찬성 또는 반대        | 득표수                | 득표율                |
| --------------------- | --------------------- | --------------------- |
| 찬성                  | 9,297,470             | 53.2%                 |
| 반대                  | 8,165,459             | 46.8%                 |
| 총 득표수             | 17,792,008            | 100.00%               |
| 투표율                | 67.6%                 | 67.6%                 |

## 같이 보기
- 프랑스 제4공화국